# Orgie Tau
Les orgies Tau sont des évènements se rapportant à l’univers de fiction de Dune de Frank Herbert.
Ces orgies sont des rites des Fremen durant lesquels l’Eau de la Vie, issue de la noyade d’un petit ver des sables, doit être transmutée par une Sayyadina afin de pouvoir être bue sans danger par les Fremen. Dans l’ivresse induite par l’Eau de la Vie, les Fremen réalisent leur union.